# Холден, Джордж
Джордж Ге́нри Хо́лден (англ. George Henry Holden; 6 октября 1859 — дата смерти неизвестна) — английский футболист, нападающий. Выступал за футбольные клубы «Уэнзбери Олд Парк», «Уэнзбери Сент-Джеймс», «Уэнзбери Олд Атлетик», «Вест Бромвич Альбион» и «Дерби Мидленд», провёл 4 матча за национальную сборную Англии.

## Футбольная карьера
Холден родился в Уэст-Бромидже в семье металлурга. Окончил школу Сент-Джонс в Уэнзбери. В 1876 году начал играть в футбол за клуб «Уэнзбери Олд Парк», через год перешёл в «Уэнзбери Сент-Джеймс», а с 1878 года выступал за «Уэнзбери Олд Атлетик». Считался очень быстрым крайним нападающим с «исключительным» дриблингом.
Выступая за «Уэнзбери Олд Атлетик», провёл четыре игры за национальную сборную Англии. 12 марта 1881 года дебютировал за сборную Англии в матче против сборной Шотландии, в котором англичане разгромно (со счётом 1:6) проиграли на лондонском стадионе «Сарри Крикет Граунд».
23 февраля 1884 года провёл свою вторую игру за сборную Англии. Это был матч первого розыгрыша Домашнего чемпионата Великобритании, в котором Англия на стадионе «Баллинафей Парк» в Белфасте разгромила сборную Ирландии со счётом 8:1. Согласно некоторым отчётам, Холден забил гол в этой игре, но другие репортажи указывают иных авторов голов.
15 марта 1884 года Холден провёл третий матч за сборную Англии — против сборной Шотландии на стадионе «Кэткин Парк» в Глазго. Шотландцы одержали в той игре победу со счётом 1:0.
17 марта 1884 года Холжен провёл свою финальную четвёртую игру за сборную. В ней сборная Англии разгромила сборную Уэльса со счётом 4:0.
В мае 1886 года Холден покинул «Уэнзбери Олд Атлетик» и присоединился к клубу «Вест Бромвич Альбион». Провёл в клубе сезон 1886/87. Забил гол в первом раунде Кубка Англии против «Бертон УондерерсBurton Wanderers», однако в финальном матче не сыграл.
В 1887 году вновь стал игроком «Уэнзбери Олд Атлетик», а год спустя перешёл в «Дерби Мидленд», где и завершил карьеру игрока в сентябре 1888 года.
Также выступал за сборные футбольных ассоциаций Бирмингема и Стаффордшира.
По профессии был токарем. Работал на железной дороге Бирмингема. Согласно некоторым данным, он умер в 1920-е годы, однако по другим данным он ещё был жив в январе 1941 года.